# Euticià (cònsol 398)
Flavi Euticià o Eutychian (en grec: Ευτυχιανός; fl . 388–405) va ser un polític de l'Imperi Romà d'Orient.

## Biografia
Euticià era fill del cònsol de l'any 361, Taure, i germà dels també cònsols Cesari i Aurelià. Va estar casat però no es coneix el nom de la seva dona. Cal identificar-lo amb el personatge de Tifó a l'obra al·legòrica Aegyptus sive de providentia, de Sinesi, on representa el partit progòtic; Sinesi va dir que va tenir una joventut salvatge i temerària. Es va convertir a l'arianisme, la forma de cristianisme professada pels gots.
Era comes sacrarum largitionum l'any 388, quan el retor Libani li va escriure per demanar-li un favor respecte a una delegació de la seva pròpia ciutat, Antioquia, a la cort. i el 390 el mateix Libani defineix Euticià com a influent a la cort.
Euticià va ser prefecte del pretori entre els anys 396 i 397, probablement per a la prefectura d'Il·líria, tal com ho demostren algunes lleis del Codi Teodosià i a les quals al·ludeix Sinesi. Va ser prefecte del pretori d'Orient del 397 al 399, i el 398 va ocupar el consolat. Amb motiu de la caiguda d'Eutropi (estiu del 399), Euticià va ser deposat i substituït per Aurelià, però al cap de només un any va tornar al càrrec a instàncies de Gaines, el poderós magister militum gòtic que va mantenir a ratlla l'emperador Arcadi; després que Gaines fugis de Constantinoble, però, Euticià va ser deposat (12 de juliol del 400).
Entre el 404 i el 405, va ser prefecte del pretori d'Orient per segona vegada.